# Die Pinguine aus Madagascar (Film)
Die Pinguine aus Madagascar (Originaltitel: Penguins of Madagascar) ist ein US-amerikanischer computeranimierter 3D-Trickfilm aus dem Jahr 2014, der von DreamWorks Animation und PDI/DreamWorks produziert und von 20th Century Fox vertrieben wurde. Der Kinofilm basiert auf der gleichnamigen Fernsehserie, bei der es sich wiederum um einen Ableger der Madagascar-Filmreihe handelt. Die Handlung spielt nach den Ereignissen in Madagascar 3: Flucht durch Europa.
Der Film hatte seine Premiere am 8. November 2014 beim Cork International Film Festival in Irland. In den Vereinigten Staaten startete der Film am 26. November 2014 in den Kinos, in Deutschland war der Kinostart einen Tag später, am 27. November 2014.

## Handlung
Skipper, Kowalski, Rico und Private dringen in Fort Knox ein. Im Aufenthaltsraum für das Personal werden dort im Snackautomat die öffentlich nicht mehr verkaufbaren Käseflips angeboten und die anderen Pinguine wollen Private einige davon zu Ehren seines Geburtstages spendieren.
Bei dem Unterfangen werden sie allerdings von dem gefährlichen Bösewicht Dr. Octavius Brine gefangen genommen. Sie stellen in seinem Versteck fest, dass er in Wirklichkeit ein verkleideter Krake namens Dave ist. Er erzählt ihnen, dass er einst im Central Park Zoo lebte, aber schnell die Sympathie des Publikums verlor, nachdem die vier Pinguine dort ankamen. So wechselte er mehrere Zoos, wo sich immer dasselbe abspielte. Verbittert sagte er den Pinguinen dafür den Krieg an.
Die vier Pinguine schaffen es jedoch, sich zu befreien und mit einem Kanister „Medusa-Serum“ aus dem U-Boot zu fliehen, in dem sie sich befanden. Dabei kommt es zu einer Verfolgungsjagd mit Daves Handlangern durch die Lagunenstadt Venedig. Als sie in eine Sackgasse geraten, werden sie plötzlich von einem technisierten Rettungsteam gerettet, das aus einem Husky, einem Eisbären, einem Robbenbaby und einer Schneeeule besteht, an der Kowalski Gefallen findet. Die Pinguine werden von ihnen mit einem Flugzeug zum Nordpol gebracht, wo diese Truppe ihre geheime Basis hat.
Der Husky erzählt, dass es sich bei ihnen um die Geheimorganisation Nordwind handelt, die allen schwachen Tieren auf der Welt hilft. Zuerst sind sie beeindruckt, als Skipper ihnen den Kanister präsentiert. Plötzlich werden sie aber von Dave angefunkt, der noch einen ganzen Tank davon besitzt. Um die Pinguine in Sicherheit zu bringen, werden sie betäubt und in ein Flugzeug gebracht.
Sie können sich aber daraus befreien und beschließen, Dave auf eigene Faust zu bekämpfen. Bei einem Versuch in Shanghai wird jedoch auch Private gefangen genommen, worauf Skipper sich entschließt, doch Nordwind die Sache zu überlassen. Jedoch werden auch sie gefangen genommen und kurz darauf auch noch die verbleibenden drei Pinguine. Dave eröffnet ihnen nun seinen Plan: mit seinem „Medusa-Serum“ will er die knuddeligen Pinguine in deformierte Mutanten verwandeln, damit sie auch wissen, wie man sich als Abgewiesener fühlt. Als erstes will er das Mittel an Private ausprobieren. Dieser kann mit Hilfe einer versteckten Büroklammer fliehen, doch die anderen denken, er wäre bei dem Versuch gestorben.
Private schafft es, die Agenten von Nordwind zu retten, kann aber nicht verhindern, dass Dave die Pinguine mit seiner Maschine verwandelt und so in den Hafen von Manhattan bringt. Mit der Maschine kann Private die Pinguine aber auch wieder zurückverwandeln. Dave wird zusammengeschrumpft und findet sich im Inneren einer Schneekugel wieder. Nordwind zollt den Pinguinen nun seinen Respekt, die sich kurz darauf mit neuem Raketenrucksack auf den Heimweg machen.

## Synchronisation
Die deutsche Synchronisation übernahm die Berliner Synchron. Das Dialogbuch schrieb Michael Nowka, die Dialogregie führte Björn Schalla.
| Rolle                   | Originalsprecher     | Deutscher Sprecher | Tier             |
| ----------------------- | -------------------- | ------------------ | ---------------- |
| Skipper                 | Tom McGrath          | Michael Beck       | Pinguin          |
| Kowalski                | Chris Miller         | Thomas Dürr        | Pinguin          |
| Private                 | Christopher Knights  | Smudo              | Pinguin          |
| Rico                    | Conrad Vernon        | Andreas Rieke      | Pinguin          |
| Dr. Octavius Brine/Dave | John Malkovich       | Ilja Richter       | Oktopus/Mensch   |
| Agent Geheimsache       | Benedict Cumberbatch | Heino Ferch        | Husky            |
| Eva                     | Annet Mahendru       | Conchita Wurst     | Schneeeule       |
| Corporal                | Peter Stormare       | Dennis Schmidt-Foß | Eisbär           |
| Kurze Lunte             | Ken Jeong            | Michael Pan        | Sattelrobbe      |
| Grille                  | Sean Charmatz        | Björn Schalla      | Grille           |
| King Julien             | Danny Jacobs         | Stefan Gossler     | Lemur (Katta)    |
| Mort                    | Andy Richter         | Gerald Schaale     | Lemur (Mausmaki) |

| Rolle            | Originalsprecher | Deutscher Sprecher |
| ---------------- | ---------------- | ------------------ |
| Dokumentarfilmer | Werner Herzog    | Frank Röth         |
| Pilot            | Stephen Kearin   | Michael Nowka      |

## Rezeption
Bei Rotten Tomatoes sind 74 Prozent der Kritiken positiv bei insgesamt 116 Kritiken. Im Fazit heißt es: „Die Pinguine aus Madagascar ist schnell und farbenfroh genug, um kleine Kinder zu unterhalten, aber zu albern, um der ganzen Familie Spaß zu bieten.“ (englisch: Penguins of Madagascar is fast and brightly colored enough to entertain small children, but too frantically silly to offer real filmgoing fun for the whole family.) Das Branchenblatt Variety beschrieb den Film als „schwachen Versuch einer niedlichen und knuddligen internationalen Intrige“. Die Pinguine aus Madagascar seien in ihrem ersten eigenen Spielfilm „insgesamt weniger unwiderstehlich“.
Der film-dienst kritisierte, im Film würden „angedeutete Fragen nach Erwachsenwerden, Akzeptanz und Gemeinschaftsgefühl“ weitgehend untergehen. Die Erzählung „gleitet vollends ins Absurd-Fantastische ab“ und in der „Masse der filmischen Bezüge und popkulturellen Anspielungen geht der Charme der Figuren unter“.
David Siems von epd Film vergab 4 von 5 Sternen. Er kommt zu dem Schluss, dass „dieser Dreamworks-Film solide bis bestens unterhaltendes Actionkino“ sei, das „mit feiner Ironie und reichlich Augenzwinkern dem oft betulichen Genre frischen Wind“ verpasse und durch die „zahlreichen Popkulturreferenzen“ auch für Erwachsene ein Erlebnis sei.
Die Deutsche Film- und Medienbewertung (FBW) verlieh dem Film das Prädikat „wertvoll“.

## Nominierungen
Nickelodeon Kids’ Choice Awards 2015
- Nominiert als Lieblings-Animationsfilm